# England Hockey League
De England Hockey League (EHL) (officieel: Slazenger England Hockey League) is een nationale hockeycompetitie in Engeland. Het is de top van het Engelse veldhockeysysteem. De mannencompetitie wordt gesponsord door NOW: Pensions en wordt de NOW: Pensions Men's Hockey League genoemd. De vrouwencompetitie wordt gesponsord door Investec en staat bekend als de Investec Women's Hockey League.

## Premier Division
De hoogste competitie voor clubhockey is de EHL Premier Division. Bij zowel de mannen als de vrouwen strijden 10 teams om de landstitel. Na een competitie van 18 speelronde wordt het hoogst geëindigde team automatisch landskampioen en mag het bij de mannen het volgende seizoen uitkomen in de Euro Hockey League. Doorgaans mogen ook de nummers 2 en 3 uitkomen in diezelfde Europese competitie. Bij de vrouwen doet de kampioen mee aan de Europacup I in het daaropvolgende seizoen net als de nummer 2 die aan de Europacup II mag deelnemen.
Onderin degradeert de nummer 10 bij zowel de mannen als de vrouwen rechtstreeks naar de Conference East/North/West. De nummer 9 speelt samen met de drie kampioenen van de Conferences om twee plaatsen in de Premier Division van het volgende seizoen. Deze bestaat uit een kleine play off competitie. De in totaal vier ploegen strijden tegen elkaar en de twee beste spelen het volgende seizoen dus in de Premier Division.

## Conferences
In de schaduw van de Premier Division staan drie competities naast elkaar. Elke conference heeft 10 teams en is naar regio ingedeeld. Respectievelijk Oost, Noord en West. Ook hier spelen de teams 18 wedstrijden tegen elkaar en de drie kampioenen spelen zoals gezegd play offs samen met de als 9de geëindigde in de Premier Division. De nummers laatsten degraderen rechtstreeks en de nummers 9 spelen play off met elkaar. De beste van die drie blijft in de Conferences en de rest degradeert naar de Regional Leagues.

## Teams Premier Division 2013/14

### NOW: Pensions Men's Hockey League
- Beeston HC
- Cannock HC
- Canterbury HC
- East Grinstead HC
- Hampstead & Westminster HC
- Loughborough Students
- Reading HC
- Sheffield Hallam
- Surbiton HC
- Wimbledon HC

### Investec Women's Hockey League
- Beeston HC
- Bowdon Hightown
- Canterbury HC
- Clifton
- Leicester
- Olton & West Warwicks
- Reading HC
- Surbiton HC
- Sutton Coldfield
- University of Birmingham